# Vol Aeroméxico Connect 2431
Le crash de l'Embraer 190 du vol Aeroméxico Connect 2431 est survenu le 31 juillet 2018, peu après le décollage de l'aéroport international Guadalupe Victoria de Durango, au Mexique, à destination de Mexico. L'accident fait 85 blessés, mais grâce au sang-froid de l'équipage, tous les 99 passagers et 4 membres de l'équipage à bord de l'avion ont survécu.

## Avion

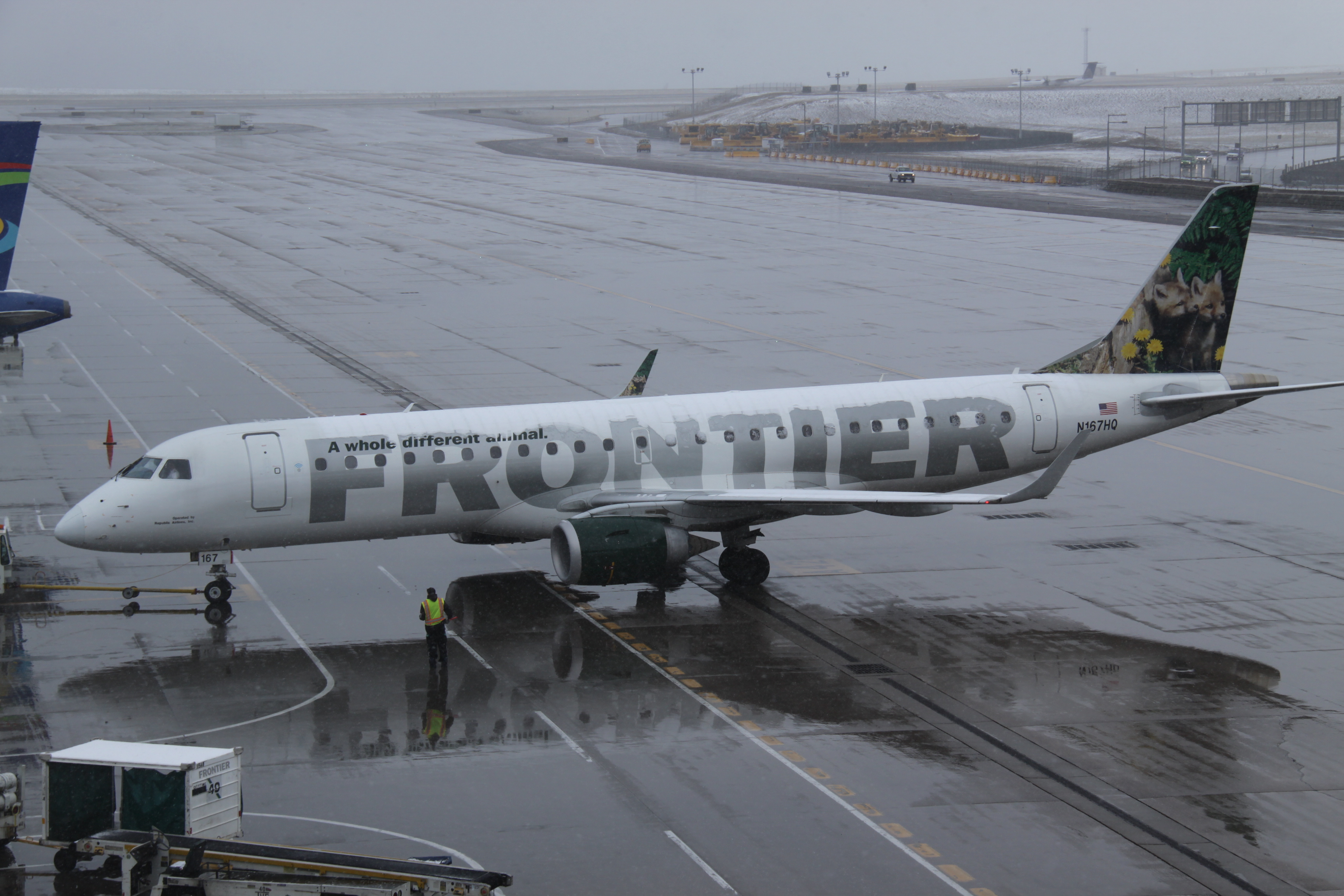
L'appareil impliqué dans l'accident, alors qu'il opérait pour Frontier Airlines (N167HQ), ici à l'aéroport international de Denver en avril 2013.

L'appareil impliqué est un Embraer 190, enregistré sous le matricule XA-GAL, MSN 19000173. Il a volé pour la première fois en 2008. Il a d'abord servi la compagnie US Airways sous l'immatriculation N960UW, avant d'être vendu à Republic Airways Holdings (en), qui a modifié son immatriculation en N167HQ en décembre 2009, avant de le mettre à disposition de Midwest Airlines, puis pour une autre filiale de Republic Airways, Frontier Airlines, jusqu'à la fin de l'année 2013. Il a ensuite été vendu à Aeroméxico Connect en 2014 et a pris son immatriculation XA-GAL.

## Accident
À 16 h 13, heure de Mexico, Aeroméxico annonce que la compagnie venait d'avoir connaissance d'un accident survenu à Durango, sans donner plus de précisions dans un premier temps. Par la suite, Aeroméxico émet la majeure partie de ses informations via Twitter et des communiqués sur les événements.
À 17 h 12, le secrétariat à la Santé rapporte un premier bilan de 18 blessés hospitalisés et aucun mort.
Quelques minutes après, le secrétariat aux Communications et aux Transports émet un communiqué informant sur l'incident du vol AM-2431 de Aeroméxico :
« Aujourd'hui à 16 heures, le vol AM-2431, qui assurait la liaison Durango-Mexico, a subi un incident peu après le décollage. L'avion Embraer transportait 97 passagers et quatre membres d'équipage. Dès les premiers instants, les équipes de la protection civile et des services d'urgence de l'aéroport ont œuvré à secourir les passagers et l'équipage. »
Les pilotes ont dû faire atterrir l'avion d'urgence après avoir perdu ses deux moteurs. Ils parviennent à poser l'avion en-dehors de l'aéroport. Aucun mort n'est à déplorer. Une fois l'avion immobilisé, les passagers ont dû évacuer l'appareil rapidement car un incendie s'était déclenché dans la carlingue au moment de l'atterrissage.

## Bilan
Sur les 103 personnes à bord, 85 sont blessées. La plupart des blessés ne souffrent que de lésions légères. Cependant, 49 personnes ont dû être hospitalisées, dont 2 dans un état critique,, : le pilote à cause de lésions cervicales et une petite fille de 8 ans brûlée sur 25 % du corps. Le pilote, le capitaine Carlos Galván Meyrán, a dû être opéré à cause des lésions cervicales, l'opération s'est bien passée et l'a ramené à un état stable où sa vie n'était plus menacée,. Le lendemain, 15 personnes ont pu quitter l'hôpital, ne laissant plus que 22 blessés hospitalisés. Au 3 août, il n'y avait plus que 11 personnes hospitalisées, dont la petite fille brûlée qui est transférée dans un hôpital de Chicago. Le sang-froid de l'équipage permet notamment d'expliquer l'absence de mort dans l'accident.
Le sang-froid des pilotes et de l'équipage a permis d'éviter des morts. Ainsi, le pilote le capitaine Carlos Galván Meyrán, le copilote Daniel Dardón Chávez et les hôtesses de l'air Samantha Hernández Huerta et Brenda Zavala Gómez obtiennent un hommage unanime sur les réseaux sociaux, où les Mexicains les considèrent comme des héros.

## Enquête
L'hypothèse principale envisagée par l'enquête est qu'une très forte rafale de vent ait fait tanguer l'aile gauche de l'avion au point qu'elle touche le sol au moment du décollage ; le choc aurait alors provoqué la perte des deux moteurs. L'hypothèse d'un dysfonctionnement du système hydraulique ou du système électrique qui aurait causé le décrochement des moteurs est aussi envisagée. L'équipage et les passagers semblent avoir parfaitement suivi les protocoles d'urgence. Embraer, l'entreprise brésilienne ayant fabriqué l'appareil, assure être prête à aider les autorités mexicaines si elles le demandent.
Un rapport final sur l'accident a été publié le 23 février 2019. Les enquêteurs ont découvert que la cause principale de l'accident était les mauvaises conditions météorologiques rencontrées lors du décollage, et que les facteurs contributifs comprenaient notamment une erreur de l'équipage, une erreur du contrôle aérien et le manque d'équipement qui pourrait détecter les conditions de cisaillement de vent dans les aéroports. 
Les enquêteurs ont également déterminé qu'un élève-pilote présent dans le cockpit, qui ne faisait pas partie de l'équipage de ce vol, était aux commandes de l'avion pendant le décollage, ce qui a distrait l'équipage et conduit à une perte de conscience de la situation. L'équipage n'a pas réagi correctement aux conditions météorologiques dangereuses qui se développaient et n'a pas remarqué des irrégularités concernant les données entre l'anémomètre du commandant et celui du copilote, qui auraient pu l'avertir de dangers potentiels. 
De plus, le seul contrôleur aérien en service à l'aéroport à ce moment-là a également omis d'informer l'avion de la détérioration rapide des conditions météorologiques, et ne bénéficiait pas d’une supervision et d’une assistance adéquates dans la tour de contrôle.

## Conséquences
L'accident du vol 2431, ainsi que l'enquête qui a suivi, a conduit à des modifications de la réglementation aérienne mexicaine, afin d'empêcher les membres d'équipage non affectés d'être présents dans le cockpit à tout moment pendant un vol, afin d'éviter toute source de distraction dans les moments clés du vol. 
Les enquêteurs ont également formulé plusieurs recommandations visant à modifier la formation des équipages et des contrôleurs aériens, ainsi qu'à améliorer les capacités des équipements de détection météorologique alors en place dans les aéroports, afin d'améliorer la sécurité aérienne.